# مرغ شاخدار لاشخورسان
مرغ شاخدار لاشخورسان (نام علمی: Acryllium vulturinum) نام یک گونه از تیره مرغ شاخدار است.
این گونه بزرگ‌ترین گونه از تیره مرغ شاخدار محسوب می‌شود. ابن پرنده در شمال شرقی آفریقا از اتیوپی، کنیا و شمال تانزانیا حضور دارد. این پرنده دارای بدنی است به طول ۶۱–۷۱ سانتی‌متر با جثه‌ای گرد و سری کوچک. سر و گردنش شباهت بسیاری به سر و گردن لاشخور دارد و دلیل اصلی نامگذاری این گونه به این نام شباهت سر و گردنش به لاشخور می‌باشد.